# Фуад Синьйора
Фуад Синьйора (араб. فؤاد السنيورة; нар. 14 квітня 1943) — ліванський політик, прем'єр-міністр Лівану, виконував обов'язки президента країни у 2007—2008 роках. Відомий своїми ліберальними й антисирійськими поглядами.

## Біографія
Народився 1943 року в Сайді в родині мусульман-сунітів. Закінчив Американський університет у Бейруті, де згодом почав викладати, а потім працював у банку. Його політична кар'єра почалась з посади голови ревізійного комітету Центрального банку Лівану.
Був другом відомого політика Рафіка Харірі, зокрема, від 1982 року на запрошення останнього Синьйора перейшов працювати до фінансової імперії Харірі. Від 1992 до 1998 та від 2000 до 2004 року Фуад Синьйора очолював міністерство фінансів у кабінетах того ж Рафіка Харірі.
1998 року його звинуватили в корупції та розтратах, і це розглядалось у контексті конфлікту між президентом Емілем Лахудом та знову обраним покровителем Синьйори Рафіком Харірі.
Після перемоги Харірі 2000 року та повернення до влади, Синьйора знову став міністром і при цьому з нього зняли всі звинувачення. 2002 року Синьйора провів у країні податкову реформу, скоротивши митні збори та запровадивши ПДВ у розмірі 10 %.
2005 року Синьойра став прем'єр-міністром Лівану, а від листопада 2007 до травня 2008 року одночасно виконував обов'язки президента країни. На посаді голови уряду активно виступав за роззброєння Хезболли, яка, за словами прем'єр міністра, фактично створила «державу в державі». За його врядування відбулось загострення конфлікту між угрупованнями Хезболли та сусіднім Ізраїлем.
Наприкінці листопада 2017 року на той час уже колишній прем'єр-міністр Фуад Синьйора відвідав український стенд на Бейрутському книжковому ярмарку.